# موزه گاردینر
موزه گاردینر (انگلیسی: Gardiner Museum) یک موزه سرامیک در تورنتو، انتاریو، کانادا است. این موزه در داخل محوطه سنت جورج در دانشگاه تورنتو، در مرکز شهر تورنتو واقع شده‌است.
1. 1 2  "Staff directory". www.gardinermuseum.on.ca. Gardiner Museum. 2020. Retrieved 11 February 2020.
2. ↑  "Gardiner Board". www.gardinermuseum.on.ca. Gardiner Museum. 2020. Retrieved 11 February 2020.

- مشارکت‌کنندگان ویکی‌پدیا. «Gardiner Museum». در دانشنامهٔ ویکی‌پدیای انگلیسی، بازبینی‌شده در ۱۴ ژوئن ۲۰۲۲.